# Elkhound norueguês preto
Elkhound norueguês preto[Nota] (em norueguês:  Norsk elghund sort) é uma raça canina oriunda da Noruega, muito semelhante ao seu parente cinza e ao cão sueco de caça ao cervo (considerado o maior deles). Descendente de cães nórdicos, seu nome significa "caçador de alces". Estes animais eram considerados fiéis companheiros dos viquingues, criados ao longo de toda a Escandinávia. Essa criação despreocupada foi a razão do surgimento de três variações muito parecidas, classificadas pela FCI como sendo três raças distintas. A norueguês preto é considerada a menor de todas, oriunda da região de divisa entre Noruega e Suécia, e usada para puxar trenós com suprimentos e para caçar animais grandes, como ursos e alces.